# Gheneralovo, Haskovo
Gheneralovo (în bulgară Генералово) este un sat în comuna Svilengrad, regiunea Haskovo,  Bulgaria. 

## Demografie
Componența etnică a satului Gheneralovo
     Romi (1,91%)
     Turci (4,45%)
     Bulgari (86,62%)
     Nicio identificare (7%)
La recensământul din 2011, populația satului Gheneralovo era de 157 locuitori. Din punct de vedere etnic, majoritatea locuitorilor (86,62%) erau bulgari, existând și minorități de turci (4,45%) și romi (1,91%). Pentru 7,0% din locuitori nu este cunoscută apartenența etnică.